# Fosa de Japón

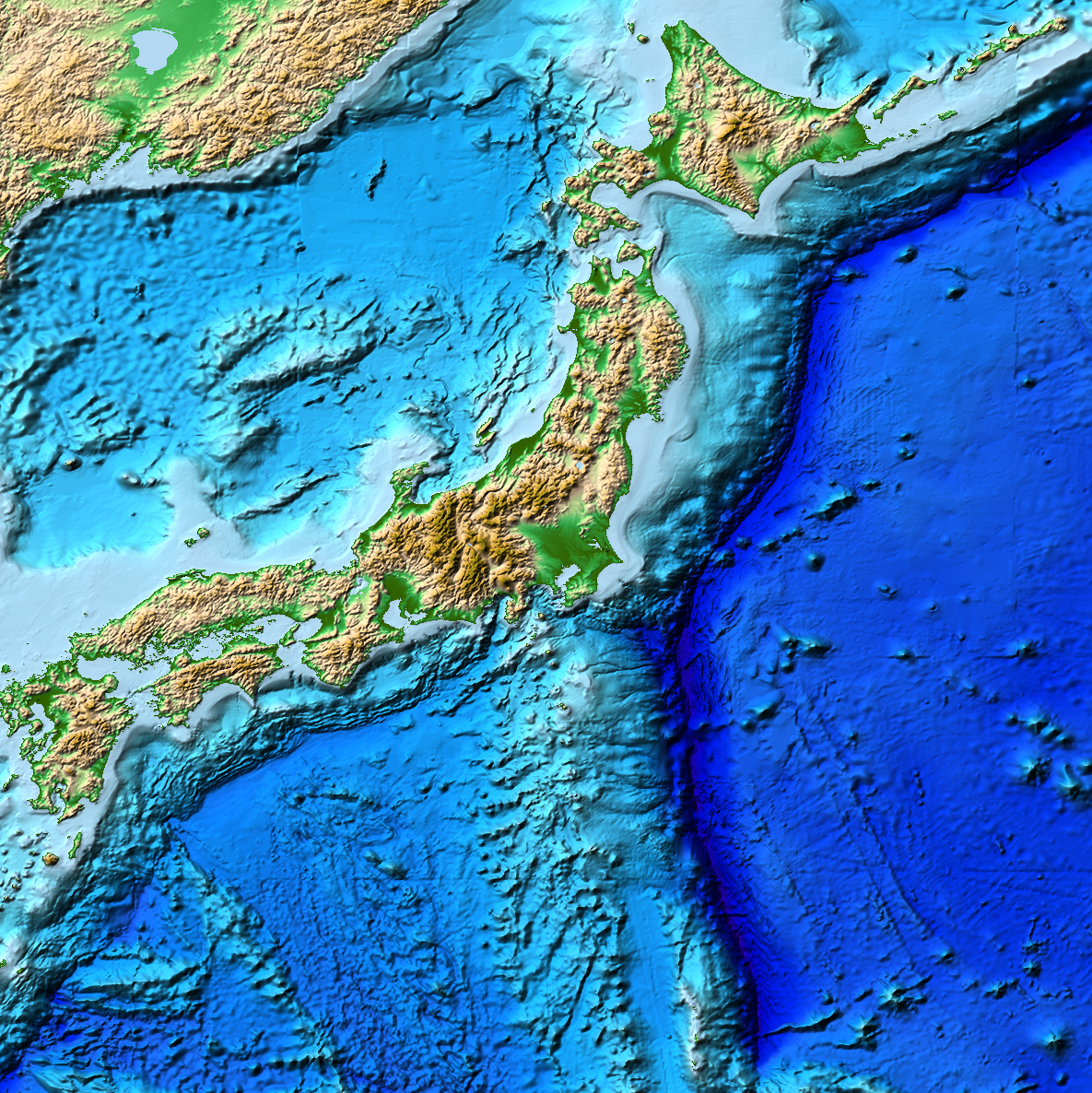
La fosa de Japón está al este de la isla de Honshū.

La fosa de Japón es una fosa oceánica, una parte del Cinturón de Fuego del Pacífico, en el piso del norte del océano Pacífico, localizada al noreste del archipiélago de Japón. Se extiende desde las islas Kuriles a las islas Bonin y tiene una profundidad máxima de 9 000 m. Se trata de una extensión de la fosa de las Kuriles, al norte, y la fosa de Izu-Ogasawara, en el sur. Esta fosa se crea cuando la placa oceánica del Pacífico subduce bajo la placa continental euroasiática. El proceso de subducción, junto con la fricción creada arrastra a la baja las placas, causando una profunda zanja de mar. 
La fosa de Japón es una de las causas de los tsunamis y los terremotos en Japón. Desde 1973 se han registrado por lo menos nueve terremotos de una magnitud superior a 8 en la escala Richter.
En octubre de 2008, un equipo en Japón del Reino Unido descubrió un cardumen de peces, Pseudoliparis amblystomopsis, a una profundidad de 7,7 km.